# Mali-Ideogramm

Flagge der Mali-Föderation mit dem Mali-Ideogramm und den panafrikanischen Farben

Das Mali-Ideogramm (auch Kanaga-Symbol) wurde im Jahr 1959 von der kurzlebigen Mali-Föderation (bestehend aus den früheren französischen Kolonien Französisch-Sudan und Senegal), die sich als Kristallisationszentrum des panafrikanischen Gedankens verstand, als Symbol der Négritude propagiert.
Léopold Sédar Senghor, Parlamentspräsident der Mali-Föderation, erklärte das Mali-Ideogramm folgendermaßen:

„Dieser schwarze Mensch, unser nächster Verwandter – es geht darum, ihn auf allen Gebieten voranzubringen, um aus ihm nicht nur einen Verbraucher, sondern auch einen Erzeuger von Kultur zu machen. Der Mensch bleibt unser höchstes Anliegen; er bestimmt unser Maß. Das ist es, was der Mensch anzeigt, der auf der Mali-Flagge erscheint, in der Erde verwurzelt und gen Himmel gewandt.“